# John Kennedy Toole
John Kennedy Toole (Nova Orleans, Luisiana, 17 de desembre de 1937 - Biloxi, Mississipi, 26 de març de 1969) fou un novel·lista estatunidenc nascut a Nova Orleans, Louisiana, conegut sobretot per la seva novel·la Una conxorxa d'enzes, guanyadora del Premi Pulitzer.
Les novel·les de Toole no es van publicar en vida de l'autor. Alguns anys després de la seva mort, la seva mare Thelma Toole va presentar el manuscrit d'Una conxorxa d'enzes i va aconseguir que es publiqués. L'any 1981 Toole va guanyar el Premi Pulitzer pòstumament.

## Biografia
Toole va viure la seva infantesa a Nova Orleans. La seva mare, Thelma Ducoing Toole, era una dona extravagant i narcissista, que adorava el seu únic fill. El pare de Toole era mecànic i venedor de cotxes. La mare complementava els ingressos familiars donant classes de música.
Abans d'obtenir una llicenciatura a la Universitat Tulane, Toole va obtenir un màster a la Universitat de Colúmbia, i va passar un any com a professor adjunt d'anglès a la University of Louisiana a Lafayette, Louisiana (aleshores coneguda com a University of Southwestern Louisiana). Més tard va ensenyar al Hunter College de la ciutat de Nova York. Tot i que va seguir un doctorat a la Universitat de Colúmbia, va haver d'interrompre els seus estudis, ja que va haver d'incorporar-se a l'exèrcit l'any 1961. Toole va servir dos anys a Puerto Rico, ensenyant anglès a reclutes hispano-parlants.
Una vegada acabat el servei militar, Ken Toole va retornar a Nova Orleans per viure amb els seus pares i ensenyar al Dominican College. Passava una bona part del seu temps al Barri Francès amb companyia d'alguns músics.
Toole va enviar el manuscrit de la seva novel·la, escrita al principi dels anys 60 a l'editorial Simon and Schuster, que va rebutjar l'obra. La salut de Toole es va començar a deteriorar tan bon punt va perdre l'esperança de veure publicada la seva novel·la. Va deixar la seva feina de professor al Dominican College, va deixar també les seves classes de doctorat i va començar a beure força al mateix temps que es medicava de fortes migranyes.
Alguns biogràfs de Toole han suggerit que un factor important a la depressió de Toole era la confusió sobre la seva sexualitat i identitat.
Toole va desaparèixer el 20 de gener de 1969, a l'edat de 32 anys, després de discutir-se amb la seva mare. Alguns papers trobats al seu cotxe demostren que va conduir cap a la costa oest i després cap a Milledgeville (Geòrgia), on va visitar la casa de l'escriptor Flannery O'Connor. Va ser en el viatge de tornada cap a Nova Orleans que Toole va aturar-se als afores de Biloxi, Mississipi, el 26 de març de 1969, i es va suïcidar dins un cotxe. Va deixar un sobre dins el cotxe dirigit als seus pares. La seva mare va destruir la nota que hi havia dins.

## Obres
Després de la seva mort, l'any 1976 la seva mare va aconseguir que Walker Percy, un membre de la facultat de la Loyola University de Nova Orleans, llegís el manuscrit d'Una conxorxa d'enzes. Percy no hi tenia cap interès, però quan el va llegir es va enamorar del llibre. Una conxorxa d'enzes es va publicar l'any 1980 i Percy en va escriure el pròleg.
De la primera edició se'n van imprimir únicament 2.500 còpies. Un any més tard, el 1981, el llibre va obtenir el Pulitzer de Ficció. El llibre ha venut més 1,5 milions de còpies en 18 idiomes.
L'altra única novel·la de Toole és The Neon Bible (La Bíblia de Neó), que va escriure als setze anys i va considerar que era una obra poc madura per publicar mentre encara vivia. De totes maneres, degut al gran interès en Toole La Bíblia de Neó va ser publicada l'any 1989. La novel·la va ser duta al cinema amb el mateix nom l'any 1995; va ser dirigida per Terence Davies.

## Novel·les
- A Confederacy of Dunces (Una conxorxa d'enzes). Traducció de Maria Antònia Oliver, 1980. (Una confabulació d'imbècils), Editorial Anagrama, 2015. Traducció de Xavier Pàmies.
- The Neon Bible, 1989. (La Bíblia de neó està publicada en català per la Magrana el 1989)